# 紀宝成川テレビ中継局
紀宝成川テレビ中継局（きほうなるかわテレビちゅうけいきょく）は、三重県南牟婁郡紀宝町にあるテレビ中継局。

## 中継局概要

### デジタルテレビ
| リモコン キーID | 放送局名                              | 物理 チャンネル | 空中線電力 | ERP   | 放送対象 地域 | 放送区域 内世帯数 | 偏波面   |
| --------------- | ------------------------------------- | --------------- | ---------- | ----- | ------------- | ----------------- | -------- |
| 1               | THK 東海テレビ放送                    | 21ch            | 300mW      | 400mW | 中京広域圏    | 約660世帯         | 水平偏波 |
| 2               | NHK 名古屋教育                        | 33ch            | 300mW      | 380mW | 全国放送      | 約660世帯         | 水平偏波 |
| 3               | NHK 津総合                            | 29ch            | 300mW      | 380mW | 三重県        | 約660世帯         | 水平偏波 |
| 4               | CTV 中京テレビ放送                    | 19ch            | 300mW      | 400mW | 中京広域圏    | 約660世帯         | 水平偏波 |
| 5               | CBCテレビ                             | 18ch            | 300mW      | 400mW | 中京広域圏    | 約660世帯         | 水平偏波 |
| 6               | NBN 名古屋テレビ放送 愛称「メ～テレ」 | 22ch            | 300mW      | 400mW | 中京広域圏    | 約660世帯         | 水平偏波 |
| 7               | MTV 三重テレビ放送                    | 31ch            | 300mW      | 400mW | 三重県        | 約660世帯         | 水平偏波 |

## 廃止された局の概要

### アナログテレビ
| チャンネル | 放送局名                              | 空中線電力        | ERP                | 放送対象 地域 | 放送区域 内世帯数 | 偏波面   | 放送終了日     |
| ---------- | ------------------------------------- | ----------------- | ------------------ | ------------- | ----------------- | -------- | -------------- |
| 24ch       | CBC 中部日本放送                      | 映像3W/ 音声750mW | 映像5.7W/ 音声1.4W | 中京広域圏    | 約-世帯           | 水平偏波 | 2011年 7月24日 |
| 26ch       | THK 東海テレビ放送                    | 映像3W/ 音声750mW | 映像5.7W/ 音声1.4W | 中京広域圏    | 約-世帯           | 水平偏波 | 2011年 7月24日 |
| 28ch       | NBN 名古屋テレビ放送 愛称「メ～テレ」 | 映像3W/ 音声750mW | 映像5.7W/ 音声1.4W | 中京広域圏    | 約-世帯           | 水平偏波 | 2011年 7月24日 |
| 30ch       | CTV 中京テレビ放送                    | 映像3W/ 音声750mW | 映像5.7W/ 音声1.4W | 中京広域圏    | 約-世帯           | 水平偏波 | 2011年 7月24日 |
| 32ch       | MTV 三重テレビ放送                    | 映像3W/ 音声750mW | 映像5.7W/ 音声1.4W | 三重県        | 約-世帯           | 水平偏波 | 2011年 7月24日 |

## 所在地
- 南牟婁郡紀宝町成川（紀宝町立成川小学校東の小山）

## 放送エリア

### デジタルテレビ
- 南牟婁郡紀宝町の一部、約660世帯[1]。

### アナログテレビ
- 紀宝町の沿岸部をカバーしていた。

## 歴史

### デジタルテレビ
- 2009年11月25日 予備免許交付
- 2009年11月26日 試験放送開始
- 2009年12月11日 免許交付[2]。
- 2009年12月16日 放送開始

### アナログテレビ
- 1994年3月31日 開局
- 2011年7月24日 全局廃局となった。

## その他

### デジタルテレビ
- NHK津総合・NHK名古屋教育は、デジタル新局として開局[3]。
- 和歌山県新宮市と三重県紀宝町で同中継局・新宮中継局を同時に受信する場合、NHK津総合（3）・三重テレビ（7）・関西テレビ（8）・讀賣テレビ（10）を除く各局では3桁チャンネル番号に枝番が付けられる。

### アナログテレビ
- NHK津総合・NHK名古屋教育については、NHK紀宝相野谷テレビ中継局を受信していた。